# Oswestry Town
Oswestry Town (offiziell: Oswestry Town Football Club) war ein englischer Fußballverein aus Oswestry, Shropshire. Der 1860 gegründete Verein löste sich 1988 auf, 1993 neu gegründet fusionierte er 2003 zum Total Network Solutions FC.
1860 gegründet, war der Klub 1876 eines der Gründungsmitglieder der Football Association of Wales und spielte aufgrund seiner Nähe zu Wales sowohl im englischen als auch walisischen Fußball. Der Klub erreichte viermal die erste Hauptrunde des FA Cups und stand dreimal im Halbfinale des Welsh Cups. Im Ligabetrieb spielte der ursprüngliche Klub in der Birmingham & District League (1924–1959), der Cheshire County League (1959–1975), der Southern League (1975–1979) und zuletzt in der Northern Premier League (1979–1988). Nach der Neugründung 1993 nahm der Klub am walisischen Ligasystem teil und spielte von 2000 bis 2003 in der höchsten Landesklasse, der League of Wales. Im Sommer 2003 schloss sich der finanziell angeschlagene Klub mit dem Llansantffraid FC, der bereits einige Jahre unter dem neuen Namen Total Network Solutions FC antrat.